# Nwando Achebe
Nwando Achebe (née le 7 mars 1970), est une universitaire nigériane-américaine féministe et une historienne. Elle est actuellement Professeure d'Histoire à l'Université d'État du Michigan (Chaire Jack et Margaret Sweet); elle est aussi la fondatrice et rédactrice en chef du Journal of West African History.

## Famille et éducation
Nwando Achebe est née à Enugu, dans l'est du Nigeria. Elle est la fille de l’écrivain Chinua Achebe et de Christie Chinwe Achebe, professeure de pédagogie. Elle est l’épouse de Folu Ogundimu, professeur de journalisme à la Michigan State University; ils ont une fille, Chino.

## Carrière
Achebe est titulaire d'un doctorat en histoire africaine de l'Université de Californie, Los Angeles depuis 2000. Formée à l'histoire orale, elle est spécialiste de l'histoire de l'Afrique de l'Ouest, de l'histoire des femmes et du genre, et d'histoire de la sexualité. En 1996 et en 1998, elle a été Ford Foundation and Fulbright-Hays Scholar-in-Residence à l'Institut d’Études africaines et au Département d'Histoire et des Études internationales de l’Université du Nigeria à Nsukka. Après avoir occupé plusieurs postes dans différentes universités, elle est devenue Jack and Margaret Sweet Endowed Professor à la Michigan State University .

## Prix et récompenses
Son deuxième livre The Female King of Colonial Nigeria: Ahebi Ugbabe (2011, Indiana University Press) a reçu trois récompenses : le Aidoo-Snyder Book Prize, le Barbara "Penny" Kanner Book Prize et le Gita Chaudhuri Book Prize.

## Œuvre
- Farmers, Traders, Warriors, and Kings: Female Power and Authority in Northern Igboland, 1900-1960.  (ISBN 0325070784)
- The Female King of Nigeria: Ahebi Ugbabe.  (ISBN 0253222486)